# Joquicingo
Joquicingo és un municipi de l'estat de Mèxic. Joquicingo és el cap de municipi i principal centre de població d'aquesta municipalitat. Aquest municipi és a la part nord-occidental de l'estat de Mèxic. Limita al nord amb els municipis de Almoloya del Río i Tenango del Valle, al sud amb Malinalco, a l'oest amb Tenango del Valle i a l'est amb Texcalyacac.